# Comuna Brodina, Suceava
Brodina este o comună în județul Suceava, Bucovina, România, formată din satele Brodina (reședința), Brodina de Jos, Cununschi, Dubiusca, Ehrește, Falcău, Norocu, Paltin, Sadău și Zalomestra.

## Geografie
Comuna Brodina, situată pe râul Suceava, este formată din mai multe sate, răspândite în Obcinile Bucovinei. Ea se învecinează cu comunele Ulma, Straja, Izvoarele Sucevei și marchează granița cu Ucraina.

## Demografie
Componența etnică a comunei Brodina
     Români (82,53%)
     Ucraineni (11,13%)
     Alte etnii (6,34%)
Componența confesională a comunei Brodina
     Ortodocși (73,46%)
     Penticostali (18,97%)
     Alte religii (1,32%)
     Necunoscută (6,25%)
Conform recensământului efectuat în 2021, populația comunei Brodina se ridică la 3.406 locuitori, în creștere față de recensământul anterior din 2011, când fuseseră înregistrați 3.320 de locuitori. Majoritatea locuitorilor sunt români (82,53%), cu o minoritate de ucraineni (11,13%). Din punct de vedere confesional, majoritatea locuitorilor sunt ortodocși (73,46%), cu o minoritate de penticostali (18,97%), iar pentru 6,25% nu se cunoaște apartenența confesională.

## Recensământul din 1930
Componența etnică a comunei Brodina
     Români (17,65%)
     Germani (26,15%)
     Evrei (12,2%)
     Ruteni (8,45%)
     Polonezi (3,1%)
     Huțuli (31,55%)
     Altă etnie (0,9%)
Componența confesională a comunei Brodina
     Ortodocși (53,35%)
     Romano-catolici (25,45%)
     Mozaici (12,2%)
     Evanghelici\Luterani (3,45%)
     Greco-catolici (5,55%)
Conform recensământului efectuat în 1930, populația comunei Brodina se ridica la 1896 locuitori. Majoritatea locuitorilor erau huțuli (31,55%), cu o minoritate de germani (26,15%), una de evrei (12,2%), una de ruteni (8,45%), una de polonezi (3,1%) și una de români (17,65%). Alte persoane s-au declarat: armeni (1 persoană), maghiari (2 persoane), ruși (5 persoane) și cehi\slovaci (4 persoane). Din punct de vedere confesional, majoritatea locuitorilor erau ortodocși (53,35%), dar existau și romano-catolici (25,45%), mozaici (12,2%), evanghelici\luterani (3,45%) și greco-catolici (5,55%).

## Turism
Comuna are o zonă importantă împădurită; drumurile rele împiedică însă venirea turiștilor. Într-o pădure de pe teritoriul comunei se află o păstrăvărie.

## Economia
În comuna Brodina activează două Ocoale Silvice, Fabrica Falcău și mai multe societăți comerciale. Nu trebuie uitată Herghelia, punct turistic important, deși autoritățile locale nu se ocupă cu promovarea ei. Putem adăuga faptul că a fost cumpărată de un pictor român, originar din România, care locuiește în Franța, căsătorit cu Dora Stănescu, văduva poetului Nichita Stănescu (Dorei îi place să boteze frumoșii cai din rasa Lipițan). Totuși statutul Hergheliei nu este încă sigur.
Fabrica Falcău, cândva cel mai important agent economic, care producea aproximativ 7% din cheresteaua României, la care erau angajați circa 700 de muncitori, seamănă cu o epavă, în care mai lucrează cam 40 de oameni; la conducere nu este altcineva decât primarul comunei, Melen Vasile-Viorel.
Râul Suceava provoacă uneori inundații (în 2008 - cantitatea de apă a fost de 1000 de ori mai mare decât cea normală, producând ravagii caselor de pe malurile râului). Deși lucrările de îndiguire au început, timpul trece, iar riscul unei catastrofe se păstrează.

## Administrație
Comuna Brodina este administrată de un primar și un consiliu local compus din 13 consilieri. Primarul, Vasile Uhliuc[*], de la Partidul Național Liberal, este în funcție din octombrie 2020. Începând cu alegerile locale din 2024, consiliul local are următoarea componență pe partide politice:
|  | Partid                           | Consilieri | Componența Consiliului | Componența Consiliului | Componența Consiliului | Componența Consiliului |
|  | -------------------------------- | ---------- | ---------------------- | ---------------------- | ---------------------- | ---------------------- |
|  | Partidul Social Democrat         | 4          |                        |                        |                        |                        |
|  | Partidul Național Liberal        | 4          |                        |                        |                        |                        |
|  | Alianța pentru Unirea Românilor  | 2          |                        |                        |                        |                        |
|  | Uniunea Ucrainenilor din România | 1          |                        |                        |                        |                        |
|  | Partidul S.O.S. România          | 1          |                        |                        |                        |                        |
|  | Partidul Mișcarea Populară       | 1          |                        |                        |                        |                        |

Comuna este condusă de primarul Vasile Uhliuc[*] și de consiliul local.

## Descrierea stemei
Stema comunei Brodina se compune dintr-un scut cu fond roșu. Scutul are un brâu undat de argint. În partea superioară se află un cal în mers, spre dreapta, de argint. În partea inferioară, trei brazi dezrădăcinați, cel din mijloc mai înalt, toți de argint. Scutul este timbrat cu o coroană murală cu un turn de argint.
Semnificațiile elementelor însumate:
Propunerea de stemă a comunei Brodina asigură concordanța elementelor acesteia cu specificul economic, social, cultural și tradiția istorică ale comunei, respectând tradiția heraldică a acestei zone și legile științei heraldicii.
Coroana murală cu un turn de argint semnifică faptul că așezarea este comună.